# 藤原守
藤原守（ふじわらまもる、1947年 - ）は、日本の核物理学者、大阪大学核物理研究センターの准教授である。福島第一原子力発電所事故後における、多数の研究者による放射能土壌汚染調査のリーダーを務める。

## 略歴

### 学歴
- 1970年 大阪大学理学部 物理学科 卒業
- 1972年3月 大阪大学 理学研究科 物理学専攻 修士 修了
- 1972年7月 大阪大学 理学研究科 物理学専攻 博士 退学
- 1979年 大阪大学 理学研究科 物理学専攻 博士　学位論文の題は「Construction of a high resolution particle spectrograph (RAIDEN) for nuclear studies(原子核研究のための高分解能粒子分析装置の建設)」[1]。

### 職歴
- 1972年 大阪大学助手
- 1995年 大阪大学助教授
- 1998年-2003年 日本原子力研究開発機構先端基礎研究センター（グループリーダ) (兼任)
- 1998年- 日本原子力研究開発機構　客員研究員
- 2005年-2009年 大阪大学グローニンゲン教育研究センター長
- 2012年 大阪大学核物理研究センターを定年退職
- 2012年 岐阜大学教育学部物理准教授

## 研究内容
原子核のスピン共鳴、太陽ニュートリノ、超新星爆発ニュートリノ、放射線検出器、レーザー電子光によるクォーク核物理、逆コンプトンガンマ線発生、原子核の巨大共鳴、磁気スペクトロメーター、原子核構造、ストレンジネスの物理
- 1972年-1976年 高分解能磁気分析器RAIDENの設計・建設に携わる。その後、原子核構造の研究に従事
- 1988年-1992年 高分解能磁気分析器GRAND RAIDENの設計・建設の責任者として従事
- 1994年-1995年 JSPS-NSFの"Japan-US cooperative science program"で「原子核の巨大共鳴」の研究リーダー
- 1995年-1998年 オランダ・グローニンゲン大学と核物理研究センターとの国際協力研究事業を推進
- 1998年      西播磨大型放射光施設SPring-8での逆コンプトンガンマ線施設建設を主導
- 2000年-2002年 "Japan-US cooperative science program"で「原子核の圧縮率と原子核の奇妙な励起」の研究リーダー
- 2001年-2003年 JSPS-CNRS科学協力事業で「ファイ中間子光発生」研究を実施
- 2005年-2010年 偏極陽子・重陽子標的プロジェクトのプロジェクトリーダー

## 主要著書
- レーザー電子光によるフォーク核物理の研究 放射光   10 23-35   1997年
- 原子核の圧縮率と奇妙な巨大共鳴 2000年

## 表彰等
- 米国物理学会フェロー(APS Fellow)の称号を授与

## 社会貢献活動
福島第一原子力発電所事故に伴う研究者による放射能土壌汚染調査のリーダー
文科省 EOCの環境モニタリング班の一事業として行われた、福島第一原子力発電所周辺の「放射線量等分布マップ作成」プロジェクト責任者である。この土壌調査は国内の多くの研究者の協力を得て、2011年６－7月に土壌採取、7－8月にガンマ線の測定を行ったもので、土壌の採取には大阪大学とJAEAが中心となり、94の大学等研究協力機関と民間企業3社から409人の科学者等が参加しました。また、ガンマ線の測定は、東大と分析センターが中心となり21機関、340人の方の協力があり約2200箇所、10000以上のサンプルをこのような短期間で採取・測定した。福島土壌調査より

### 講演活動
- 放射能土壌汚染セミナー「福島原発から放出された土壌放射能調査の現状と課題」(2011年8月大阪水・土壌汚染研究会主催)

## 所属学会等
- 日本物理学会
- 日本放射光学会
- アメリカ物理学会